# Viru-Kabala
Viru-Kabala är en ort i Estland. Den ligger i Rägavere kommun och landskapet Lääne-Virumaa, i den centrala delen av landet, 110 km öster om huvudstaden Tallinn. Viru-Kabala ligger 74 meter över havet och antalet invånare är 186.
Terrängen runt Viru-Kabala är platt, och sluttar norrut. Runt Viru-Kabala är det mycket glesbefolkat, med 6 invånare per kvadratkilometer. Närmaste större samhälle är Rakvere, 18,1 km väster om Viru-Kabala. I omgivningarna runt Viru-Kabala växer i huvudsak blandskog.